# The Congregation Acoustic
The Congregation Acoustic è il primo album dal vivo del cantante norvegese Einar Solberg, pubblicato il 16 febbraio 2024 dalla Inside Out Music.

## Descrizione
Contiene l'audio dell'intera esibizione che l'artista ha tenuto agli inizi del 2022 di fronte a un pubblico ristretto e originariamente trasmesso anche in live streaming, durante il quale ha proposto l'intero quarto album The Congregation dei Leprous (gruppo di cui fa parte) in veste completamente acustica. Riguardo alla pubblicazione, lo stesso Solberg ha dichiarato:

## Promozione
Al fine di promuovere l'uscita dell'album, Solberg ha reso disponibili tre video a cadenza mensile attraverso il proprio canale YouTube. Il primo di essi è stato The Flood, diffuso in concomitanza con l'annuncio del disco, seguito da Within My Fence il 31 gennaio 2024 e dalla versione dal vivo di Red il 16 febbraio dello stesso anno.

## Tracce
Testi di Tor Oddmund Suhrke, musiche di Einar Solberg, eccetto dove indicato.
1. The Price – 6:46 (musica: Einar Solberg, Baard Kolstad)
2. Third Law – 7:02 (musica: Einar Solberg, Tor Oddmund Suhrke)
3. Rewind – 6:03
4. The Flood – 7:13 (testo: Einar Solberg, Tor Oddmund Suhrke)
5. Triumphant – 3:29
6. Within My Fence – 4:03 (testo: Tor Oddmund Suhrke, Einar Solberg – musica: Einar Solberg, Martin Skrebergene)
7. Red – 4:56
8. Slave – 6:37
9. Moon – 7:11
10. Down – 5:33 (testo: Einar Solberg – musica: Einar Solberg, Baard Kolstad)
11. Lower – 4:57 (testo: Einar Solberg, Elibereth Lasombrae)

## Formazione
Hanno partecipato alle registrazioni, secondo le note di copertina:
- Einar Solberg – voce, pianoforte
- Chris Edrich – missaggio
- Patrick W. Engel – mastering